# 島田宮成
島田 宮成（しまだ の みやなり、生没年不詳）は、奈良時代の貴族。姓は臣。官位は従五位下・周防守。

## 出自
島田臣は『新撰姓氏録』「右京皇別」に多朝臣と同祖で、神八井耳命の後なりと記されている。続けて、成務天皇の時代に、尾張国の島田の上下二県に悪神がいて、島田臣の先祖が派遣されて平服させ、島田臣の号を得た、と述べられている。
この「島田」は尾張国海部郡島田郷（現在の愛知県あま市七宝町・美和町付近の地名によるものだとされている。

## 経歴
桓武朝の延暦2年（783年）正月、天皇の詔により、筑紫広島・津真道らとともに、正六位上から外従五位下に昇叙している。彼らが早朝から深夜まで公事に励み、つつしみ勤めておこたることがなかった、という理由からである。同年11月12日、吉弥侯横刀の後任の上野介に任命される。
同4年（785年）10月、右京亮になり、翌5年（786年）9月29日、畿内の班田使が派遣された際には、大和国の右次官として職務に従事した。この時の右長官は佐伯久良麻呂。同7年（788年）3月、従五位下に叙爵され、同時に石川宿奈麻呂の後任の周防守に就任した。

## 官歴
『続日本紀』による。
- 時期不詳：正六位上。
- 延暦2年（783年）正月20日：外従五位下。11月12日：上野介
- 延暦4年（785年）10月12日：右京亮
- 延暦5年（786年）9月29日：大和国班田右次官
- 延暦7年（788年）3月21日：従五位下・周防守